# Menzis
Menzis is een Nederlandse zorgverzekeraar. Het Menzis-concern bestaat uit de merken Menzis, VinkVink en AnderZorg. 
Het Zorgkantoor regelt de Wet langdurige zorg (Wlz) voor inwoners van de regio’s Arnhem, Groningen en Twente. In totaal huisvest de organisatie ongeveer 1.300 medewerkers. Menzis is een coöperatieve zorgverzekeraar zonder winstoogmerk.

## Geschiedenis

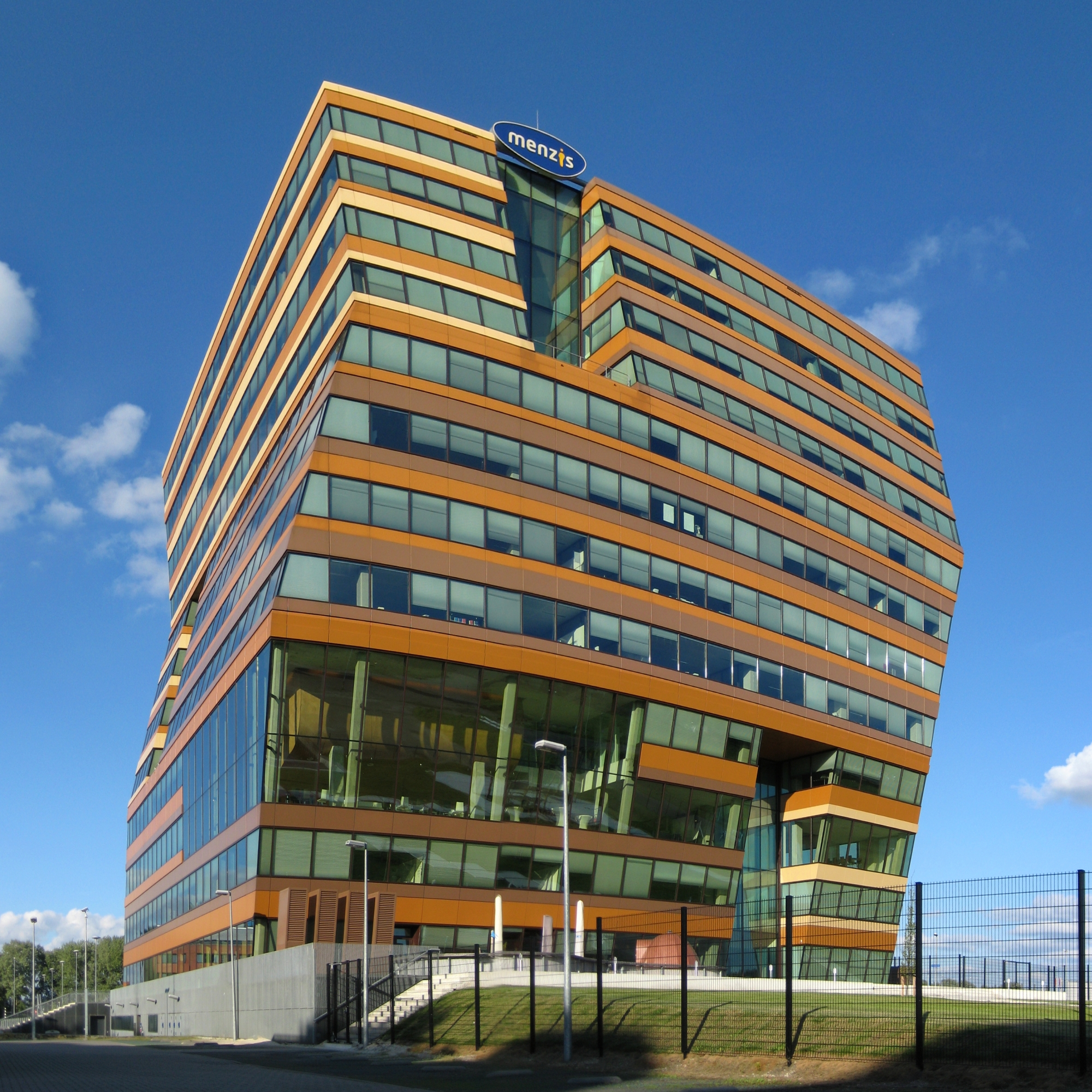
Kantoor van Menzis in de stad Groningen

De geschiedenis van Menzis start rond 1836 met een groep Arnhemse artsen, apothekers en tandartsen. Ze richtten een ziekenfonds op: de Maatschappij van Voorzorg. Deze Maatschappij had solidariteit als vertrekpunt: recht op zorg en medische hulp is voor iedereen beschikbaar. Over het algemeen waren deze fondsen opgericht in de meer verstedelijkte gebieden en hadden tevens strenge toelatingscriteria.
Menzis als merk is ontstaan op 1 januari 2006 uit een fusie tussen Amicon (ontstaan uit fusie RZR en Oost-Nederland Zorgverzekeraar), Geové en NVS. In 2008 fuseerde Menzis met het Zuid-Hollandse Azivo. In 2017 werd Azivo als merk opgeheven.

## Merknamen
Naast de gelijknamige zorgverzekeraar Menzis behoren ook het zorgverzekeraarsmerk AnderZorg en VinkVink  tot de coöperatie Menzis. AnderZorg was in 2009 de eerste zorgverzekeraar die een msn-buddy inzette met een medewerker, geen chatbot. In 2021 werd de prijsvechter VinkVink geïntroduceerd, een online combinatiepolis.

## Maatschappelijke partners
Menzis werkt samen met een aantal (landelijke) partners, zoals de Bas van de Goor Foundation. 
Menzis is ook in de hardloopsport actief; de verzekeraar is sponsor van een aantal breedtesport loopevenementen in de regio. De Enschede Marathon, 4Mijl van Groningen, 4Mijl4You, Bridge to Bridge en Menzis Singelloop.

## Vestigingen
Menzis heeft kantoren op drie locaties in Nederland. In Enschede, Wageningen (hoofdkantoor) en Groningen.